# Torre Agua Amarga
La Torre Agua Amarga (en valenciano: Torre d'Aigua Amarga) fue una fortificación defensiva ubicada en el término municipal de la ciudad española de Alicante (Comunidad Valenciana). Está protegida como Bien de Interés Cultural.
Los restos de la torre se encuentran en el lugar conocido como Agua Amarga o Cala de los Borrachos, del que toma su denominación, al sur de Alicante, siguiendo la línea de costa hacia la localidad de Santa Pola. Se alza en un promontorio a unos cincuenta metros metros sobre el Mediterráneo, en una posición privilegiada desde donde se divisa la bahía alicantina. Formaba parte de la red de torres de vigía que apoyaban al Castillo de Santa Bárbara de Alicante. Actualmente, la torre de Agua Amarga está en estado de ruina, y solo se conserva parte del basamento y el arranque de un cuerpo superior, lo que dificulta su datación y el conocimiento de su forma original. Está hecha de mampostería. Al lado se puede apreciar una excavación en la roca, que puede haber servido para la extracción de los materiales de construcción y como aljibe.